# 사랑해 Baby★★
《사랑해 Baby★★》(일본어: 愛してるぜベイベ★★)는 슈에이사에 연재되었던 마키 요코의 만화이다. 엄마가 갑작스럽게 행방불명되면서 이종사촌 집안인 카타쿠라 집안에 일시적으로 맡겨지게 된 사카시타 유즈유를 이종사촌 오빠인 카타쿠라 킷페이가 돌봐주는 과정에서 벌어지는 이야기와 해프닝을 그린 만화이다. 2004년 4월에 애니메이션화되었다. 총 26화.
츠즈라하라 미유: 사카시타 유즈루
후지타 다이스케 : 카타쿠라 킵페이
야마모토 아야노: 도쿠나가 코코로